# João Tomás de Sousa Moreira Cruz
 João Tomás de Sousa Moreira Cruz (* 26. Juni 2005 in Porto) ist ein portugiesisch-luxemburgischer Fußballspieler. Er ist für Benfica Lissabons U-23 sowie in der A-Nationalmannschaft von Luxemburg aktiv.

## Karriere

### Verein
Geboren in Portugal, spielte Moreira erst in der Jugend des FC Porto und zog 2015 mit seiner Familie weiter nach Luxemburg. Dort war er im Nachwuchs des FF Norden 02 aktiv und ging im Sommer 2021 weiter in das Nachwuchsleistungszentrum von Hannover 96. Für den Verein spielte er die folgenden drei Jahre in der U-17- bzw. U-19-Bundesliga. In dieser Zeit konnte er in 58 Ligapartien insgesamt fünf Treffer erzielen. Im Sommer 2024 kehrte Moreira in sein Geburtsland zurück und spielt momentan für die U-23 von Benfica Lissabon in der Liga Revelação.

### Nationalmannschaft
Nach einem Testspieleinsatz in den U-15 Luxemburgs debütierte Tomás Moreira als 19-Jähriger am 15. Oktober 2024 in der UEFA Nations League gegen Belarus (1:1) auch für dessen A-Nationalmannschaft. Dort wurde er im ungarischen Zalaháshágy in der 74. Minute für Mathias Olesen eingewechselt. 